# DIA (gruppo musicale)
Le DIA (다이아?; abbreviazione di DIAMOND e acronimo di Do It Amazing) sono state un girl group sudcoreano formatosi nel 2015 sotto la MBK Entertainment. Hanno debuttato il 14 settembre 2015 con il loro primo album in studio Do It Amazing ed il singolo "Somehow". Il gruppo, al momento dello scioglimento, era composto da sette membri: Eunice, Jueun, Huihyeon, Yebin, Chaeyeon e Eunchae.
Seunghee ha lasciato il gruppo nell'aprile 2016, Eunjin a maggio 2018, Jenny a luglio 2019 e Somyi a gennaio 2022.
Subito dopo aver festeggiato il 7º anniversario del gruppo, e aver pubblicato il singolo "Rooting For You", le DIA si sono sciolte a settembre 2022.

## Storia

### 2015: Debutto conDo It AmazingeProduce 101
All'inizio del 2015 MBK Entertainment annuncia di avere in programma di far debuttare il suo nuovo gruppo femminile entro la fine dell'anno, inizialmente affermando che sarebbe stato creato tramite un survival show. Tuttavia, i componenti del gruppo sono stati infine scelti internamente dall'agenzia stessa.
Yebin, Jenny e Eunice sono stati i primi tre membri ad essere rivelati, seguite poi da Huihyeon (allora con lo pseudonimo Cathy), Chaeyeon, Eunjin e infine Seunghee. Il 14 settembre 2015 le DIA pubblicano il loro album in studio di debutto Do It Amazing, contenente i singoli "Somehow" e "My Friend's Boyfriend".
Durante la fine dell'anno, MBK annuncia che Chaeyeon e Huihyeon sarebbero state temporaneamente in pausa dal gruppo per partecipare al programma Produce 101, un talent show in cui 101 trainee si sfidano per debuttare in un gruppo femminile temporaneo.

### 2016: Entrata di Eunchae, abbandono di Seunghee,Happy EndingeSpell
A marzo 2016 la MBK annuncia che un ottavo membro si sarebbe aggiunto al gruppo, ovvero Eunchae (inizialmente presentata con il suo vero nome, Kwon Chae-won). Nel mese successivo, ad aprile, Seunghee lascia il gruppo a seguito della scadenza del suo contratto con l'etichetta.
Nella finale del 1º aprile, Chaeyeon vince la competizione, classificandosi in 7ª posizione ed entrando a far parte delle I.O.I. Dopo il debutto delle I.O.I il 4 maggio 2016 con l'EP Chrysalis, Chaeyeon annuncia la sua pausa dal gruppo per la pubblicazione del nuovo album delle DIA. Il primo EP delle DIA, Happy Ending, è uscito il 14 giugno 2016, con l'apripista "On The Road". In questo periodo, Chaeyeon era dunque in due gruppi contemporaneamente.
A settembre le DIA ritornano con il loro secondo EP, Spell, con il singolo a tema Harry Potter "Mr. Potter". Successivamente le Dia formano due sottounità: L.U.B e BinChaeHyunSeuS.

### 2017–2018: Nuovi membri, YOLO, abbandono di Eunjin eSummer Ade
Il gruppo vede l'entrata di due nuovi membri: Ahn Somyi e Lee Jueun. Il 6 aprile il gruppo pubblica un singolo estratto dal secondo album in studio, "You Are My Flower", insieme alle due cantanti trot Kim Yeon-ja e Hong Jin-young. Il 19 aprile viene pubblicato l'album YOLO, con il singolo "Will You Go Out with Me?". L'album contiene quattordici tracce, di cui alcune autoprodotte. L'album contiene anche dei featuring con il rapper DinDin e la solista sudcoreana Kim Chungha.

Il 22 agosto le Dia pubblicano il loro terzo EP Love Generation, con il singolo "E905 (Can't Stop)". Il 12 ottobre viene pubblicata una nuova versione dell'EP con quattro nuove tracce, tra cui il singolo "Good Night".

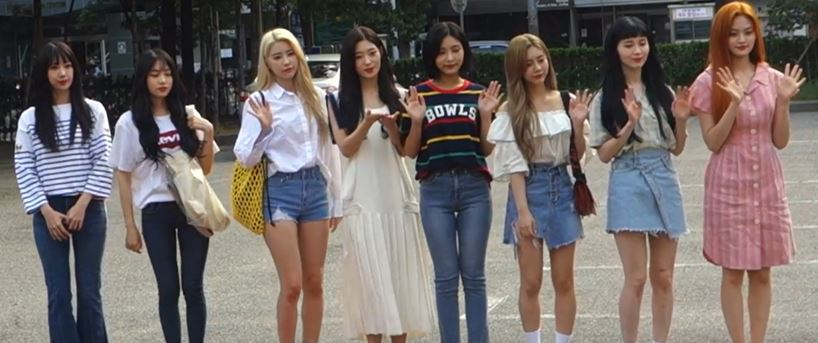
Le Dia nel 2018

Il 7 maggio 2018 Eunjin annuncia di lasciare il gruppo a causa di problemi legati alla salute.
Viene annunciato un ritorno del gruppo ad aprile con una traccia del produttore sudcoreano Shinsadong Tiger, ma in seguito viene posticipato. Il 9 giugno si annuncia un ritorno per il 5 luglio, ma il giorno dell'uscita MBK si scusa e annuncia lo spostamento dell'album al 18 luglio. In seguito l'album viene posticipato nuovamente per assicurare una maggiore qualità della musica. Le Dia pubblicano il loro quarto EP Summer Ade il 9 agosto, con il singolo "WooWoo". Il 14 agosto il gruppo riceve la sua prima vittoria in uno show musicale coreano.

### 2019–presente: Abbandono di Jenny e Somyi, EP, singolo finale e scioglimento
Il 20 febbraio 2019 l'agenzia rilascia un rapporto in cui annuncia l'assenza di Jenny nella prossima pubblicazione del gruppo a causa di un problema al ginocchio, affermando quindi che le Dia sarebbero ritornate in sette. Il 19 marzo il gruppo ritorna con il quinto EP Newtro, con il singolo "Woowa".
Il 6 luglio l'agenzia annuncia che Jenny avrebbe definitivamente lasciato le Dia a causa di problemi di salute.
Il 14 dicembre Somyi allarma i fans con una serie di live Instagram fatte di nascosto in cui fa affermazioni considerate dai fans "preoccupanti". I fans accusano l'agenzia di maltrattamento.
Il 25 maggio 2020 viene rivelato che le Dia sarebbero ritornate con il loro sesto EP Flower 4 Seasons con il singolo "Hug U". La Pocketdol successivamente annuncia che il girl group avrebbe promosso con soli cinque membri (Eunice, Huihyeon, Eunchae, Yebin e Jueun), in assenza di Somyi e Chaeyeon.
Il 7 luglio 2021 Yebin fa il suo debutto da solista con il singolo digitale "Yes I Know".
Il 9 gennaio 2022 la Pocketdol annuncia che, dopo due anni di inattività, Somyi ha lasciato sia l'etichetta discografica che il gruppo.
L'11 maggio 2022 la Pocketdol Studio annuncia che ad agosto dello stesso anno le DIA avrebbero pubblicato il loro ultimo album come gruppo, prima del termine del contratto esclusivo a settembre. Il singolo si intitola "Rooting For You", e uscirà il 15 settembre; tuttavia il 6 settembre è stato annunciato che la pubblicazione del singolo è stata anticipata al 14 settembre per far coincidere la data con il 7º anniversario del gruppo. Il 15 settembre l'agenzia del gruppo afferma che le DIA si sarebbe sciolte ufficialmente il 17 settembre. Era in programma un'ultima esibizione come gruppo, ma essa è stata cancellata dopo che Chaeyeon ha subito un infortunio sul set di The Golden Spoon, il drama in cui stava recitando.

## Formazione
- Huihyeon (희연) – Leader, voce, rap (2015-2022)
- Eunice (유니스) – voce principale (2015-2022)
- Jueun (주은) – voce (2017-2022)
- Yebin (예빈) – voce principale (2015-2022)
- Chaeyeon (채연) – voce, rap (2015-2022)
- Eunchae (은채) – voce (2016-2022)

Ex-membri
- Eunjin (은진) – voce, rap (2015-2018)
- Seunghee (승희) – leader, voce (2015-2016)
- Jenny (제니) – voce, rap (2015-2019)
- Somyi (솜이) – voce (2017-2022)

Timeline

### Subunità
- BCHCS (빈챈현스S) (2017–2022) 
  - Yebin (2017–2022)
  - Chaeyeon (2017–2022)
  - Huihyeon (2017–2022)
  - Eunice (2017–2022)
  - Somyi (2017–2022)
- L.U.B (2017–2022)
  - Jueun (2017–2022)
  - Eunchae (2017–2022)
  - Jenny (2017–2019)
  - Eunjin (2017–2018)

## Discografia

### Album in studio
- 2015 – Do It Amazing
- 2017 – Yolo

### EP
- 2016 – Happy Ending
- 2016 – Spell
- 2017 – Love Generation
- 2018 – Summer Ade
- 2019 – Newtro
- 2020 – Flower 4 Seasons

### Singoli
- 2015 – Somehow
- 2015 – My Friend's Boyfriend
- 2016 – On the Road
- 2016 – Mr. Potter
- 2017 – Will You Go Out With Me?
- 2017 – Lo Ok
- 2017 – Darling My Sugar
- 2017 – Can't Stop
- 2017 – Good Night
- 2018 – Woo Woo
- 2019 – Woowa
- 2020 – Hug U
- 2022 – Rooting For You